# Акционерное общество «Улей»
Рижское акционерное общество «Улей» (основано в 1863 году) — купеческое русское общество в Лифляндской губернии, занимавшееся культурной, просветительской и благотворительной работой.

## Русские в Риге
Со времени вхождения Лифляндии в состав Российской империи русский человек в Риге сталкивался с непривычным для него культурным пространством. Город воспринимался как исключительно немецкий, за исключением издавна населённого русскими купцами (преимущественно староверами), мастеровыми, рабочими Московского форштадта.
Импульс возникновению целой сети русских обществ Риги дало в 1859 г. правление Вспомогательного общества русских купеческих приказчиков, впервые объединившее 168 приказчиков и 48 хозяев, собравших капитал в 10 тысяч рублей. За 50 лет деятельности общество взаимопомощи выдало пособий на 91 тысячу рублей, в начале XX века расширив свою работу: появилась возможность открывать больницы, приюты, школы, библиотеки, устраивать коммерческие учебно-просветительские курсы.
Передовым для своего времени был принятый в 1870 году устав Русской ремесленной артели, обладавшей беспрецедентными в Российской империи правами. Русские «артельщики» Риги создали ссудную кассу, библиотеку, собрали капитал на ремесленное училище, открытое в 1900 году на Николаевской улице. Учителя рисования и черчения давали уроки для русской молодёжи. В начале 1890-х годов, когда во главе артели стоял Л. Витвицкий, зародились русские народные чтения в Риге.
Предприятия рижских русских промышленников заняли в своей области лидирующие позиции в империи. Фарфоро-фаянсовая фабрика С.Г. и М. С. Кузнецовых, основанная в Риге в 1843 г., в 1860-е гг. стала самым крупным профильным производством в России, а в Риге в 1870-е годы — крупнейшим заводом с числом рабочих более тысячи. На юбилейной выставке к 700-летию Риги в 1901 г. старейшая в Риге русская фирма «Братья Поповы» (1788, годовой оборот 2 млн рублей) представляла экспортный листовой табак. Собственник клеенчатой и маслобойной фабрики С. П. Климов поставлял на рынок 200 тысяч пудов масла; олифа продавалась по всей России, а выжимка экспортировалась в Англию, Францию, Германию. Клеёнчатая фабрика Климова вырабатывала в год 5 тысяч аршин клеенки. На обеих фабриках Климова было занято по 250 рабочих, оборот его предприятий составлял 800 тысяч рублей в год. Табачная фирма И.В.Гусева (1852) в 1900 году поставила российский рекорд, выработав почти 163 миллиона килограммов табака.

## История
Акционерное общество «Улей» было основано в 1863 году для устройства помещений для русских общественных учреждений и поддержки русской культуры. Название «Улей» купцы выбрали по давней русской традиции, в которой пчёлы символизировали трудолюбие и бережливость.
На средства общества в 1864 году было приобретено старое здание почты на углу Известковой и Королевской улиц, выстроенное ещё в 1775 году. 4 октября было отпраздновано новоселье.
Введение в 1877 году на территории Прибалтики городской реформы 1870 года с большим воодушевлением было встречено русским обществом Риги, впервые получившим доступ к выборным должностям городской думы. В русском общественном доме «Улей» состоялись торжественные чтения о новом законе. Русские рижане начали осваивать ценности городского сознания, формировать многонациональную культуру Риги.
По мере расширения деятельности русских учреждений общество купило в 1878 году два соседних старых дома, а также особняк основоположника бюргерского классицизма Кристофа Хаберланда на ул. Кузнечной, 4. В нём разместилось Третье общество взаимного кредита, а также несколько магазинов.
В 1880 году обществу удалось собрать 176 тысяч рублей на строительство нового здания на месте трёх старых. За проект взялся архитектор Р. Шмелинг, который воздвиг великолепное просторное здание, вписав в него и дом Хаберланда, над которым был надстроен 4-й этаж. Решение фасада было выдержано в традициях Ренессанса: грубые русты по углам здания, полукруглые окна третьего этажа, сгруппированные по два окна третьего этажа украшены кариатидами, над каждой из которых на фоне половины раковины вылеплен пчелиный улей с пчёлами.
Здание было освящено 11 октября 1882 года. В нём помещались основанный в 1864 году «Русский клуб», «Третье общество Взаимного кредита» и другие русские общественные учреждения, не имевшие собственных помещений.
В здании был устроен вместительный зал со сценою для концертов и представлений на 550 зрителей, туда переехал «Русский клуб» с обширной библиотекой более 1000 томов, где можно было почитать все периодические издания. В совет старшин клуба входили И. А. Шутов, П. Т. Шелухин, Я. В. Степанов.
Председателем общества был И. Ю. Вялошев, в правление входили Ф. А. Ребинин, М. В. Нестеров и П. Т. Шутов.
В 1883 году постановкой драмы Ипполита Шпажинского «Майорша» была открыта история Рижского русского драматического театра. В дальнейшем в «Улье» регулярно давали спектакли, помещения Русского клуба и обширный зал снимали для различных торжеств немецкие, латышские, еврейские общества и корпорации.
Общество рассматривало благотворительность не только как один из многих видов полезной деятельности, но как её венец. Так, описывая жизнь купца И. К. Мухина, газета «Рижский вестник» в 1892 году, описывала жизненный путь И. Мухина. Молодым человеком 15-16 лет он приехал в Ригу в 1850 году, где занялся торговой деятельностью в конторе своего отца, торговый дом которого имел представительства во многих городах. Но не достижения И.Мухина в торговом деле интересуют биографа, а то, что 35 тысяч рублей тот внес в Садовниковскую богадельню, заново отделал Благовещенскую церковь и устроил там хор, в Покровском соборе устроил иконостас, учредил именные стипендии в мужской Александровской и женской Ломоносовской гимназиях.
В 1899 году здание акционерного общества «Улей» перешло к Третьему обществу взаимного кредита в обеспечение долга, числившегося за обществом с 1885 года. Газета «Рижский вестник» писала об этом 19 февраля: «Въ неудачѣ, постигшей „Улей“, виновато не Третье общество, а все мѣстное русское общество вообще, проявившее полное равнодушіе къ этому учрежденію и ничего не сдѣлавшее для его поддержки въ то время, когда его можно было еще поддержать. И потому, если ужъ обвинять кого-нибудь, то прежде всего мы всѣ должны обвинить самихъ себя за наше равнодушное и безучастное отношеніе къ столь важному общественному дѣлу, не говоря ужъ о тѣхъ, кто старался прямо вредить ему».
Ресурсы русского общества в Риге были не слишком велики. Составляя значительную долю в населении города, русские всегда были численным меньшинством: в 1867 г. 25,8 тыс. или 25 % рижан, в 1881 31,9 тыс. или 18,9 %; в 1897 43,3 тыс. или 16,9 %; в 1913 107,9 тыс. или 22,4 %.
После Первой мировой войны театральный зал использовали гастролёры: еврейский театр, синематограф, последними хозяевами стали немецкие актёры, которые работали в здании вплоть до репатриации балтийских немцев в 1939 году. После этого здание опять перешло в русские руки. Рижская газета «Сегодня» так описывала передачу здания: «И в зрительном зале, и в фойе и на площадках широкой лестницы встречались актёры разных национальностей, снова столкнувшихся на „исторических путях“, обменивались мнениями, беседовали на текущие злобы дня и… расходились. Русские актёры волновались, входя в знакомые залы „Улья“ и жужжали, как подлинные пчёлы».

## Перестройка здания под нужды театра
В 1965 году архитектор Скалбергс попытался перестроить здание под нужды Театра русской драмы, сохранив старый фасад. Он снёс атлантов работы Августа Фольца у входа с улицы Вагнера, старый зал с его узким балконом и колоннами, разместив на этом месте более современный зал с просторным балконом и заново сконструированной сценой. Только чудом архитектор А. Холцманис смог сохранить оду из капителей, украшенную пчелой. В здании перестроили и лестницу, и фойе, и буфет. От старых помещений сохранилась только небольшая библиотека и зал-столовая, в которой закрасили старые надписи «Хлебъ да соль».
Фасад дома Хаберланда со стороны улицы Ленина был снесён фасад дома Хаберланда, здание отгородили от площади Ливов тяжеловесным переходом. Вместо магазинчиков на первом этаже вдоль улицы Ленина устроили галерею для пешеходов.
При реконструкции здания в 2008—2010 годах весь интерьер снова был разобран, зрительный зал перестроен. При этом удалось вернуть оригинальный облик здания: симметричный фасад с башенками по углам, фасад дома Хаберланда с улицы Калею.